# 2022年エミリア・ロマーニャグランプリ
2022年エミリア・ロマーニャグランプリ（英: 2022 Emilia Romagna Grand Prix）は、2022年のF1世界選手権の第4戦として、2022年4月24日にイモラ・サーキットで開催。
正式名称は「Formula 1 Rolex Gran Premio Del Made In Italy E Dell'Emilia-Romagna 2022」。

## 背景
タイヤ
本レースでピレリが持ち込むドライ用タイヤのコンパウンドはハード（白）：C2、ミディアム（黄）：C3、ソフト（赤）：C4の中間の組み合わせ。スプリントが行われるため提供されるタイヤのセット数は従来のレースより1つ少ない12セット（ハード2、ミディアム4、ソフト6）。
| ドライ用   | ドライ用       | ドライ用   | ウェット用           | ウェット用   |
| C2         | C3             | C4         | インターミディエイト | フルウェット |
| ---------- | -------------- | ---------- | -------------------- | ------------ |
| （ハード） | （ミディアム） | （ソフト） | （小雨用）           | （大雨用）   |
DRS：1箇所※（　）内は検知ポイント
- DRS1：ターン19より60m先から（ターン17から385m手前）

## エントリーリスト
レギュラーシートについては前戦から変更なし。

## フリー走行
FP1
2022年4月22日 13:30 CEST(UTC+2)
トップはシャルル・ルクレール。雨のセッションでコースの各所でスピンやコースオフをする車両が見られた。
FP2
2022年4月23日 12:30 CEST(UTC+2)
トップはジョージ・ラッセル。降水確率40%と予想されていたが雨が降ることはなかった。各マシンは既にパルクフェルメ下であり、セットアップは変更できないことから、スプリントや決勝に向けたロングランのデータを取るセッションとなった。ダニエル・リカルドやバルテリ・ボッタスはトラブルによりこのセッションを走ることは出来なかった。

## 予選
2022年4月22日 17:00 CEST(UTC+2)（文章の出典）
ポールはマックス・フェルスタッペンで今季初。2番手にシャルル・ルクレール、3番手にランド・ノリスが続いた。Q1は開始早々にアレクサンダー・アルボンの右リアブレーキから炎が上がり、後に爆発し赤旗中断。その後はレーシングラインが乾いていたこともあり、各車ソフトタイヤでラップタイムを記録した。Q2ではコースに雨雲が近づいていたことから、連続周回でラップタイムを記録するセッションとなった。カルロス・サインツは、残り11分を過ぎた頃にターン18でクラッシュし2度目の赤旗の原因を作ったが、既にタイムは記録しておりQ3には進出した。Q3ではコースアウトやマシントラブルにより3度も赤旗中断した。

### 予選結果
| 順位                | No. | ドライバー                 | コンストラクター                        | Q1       | Q2       | Q3       | Grid |
| ------------------- | --- | -------------------------- | --------------------------------------- | -------- | -------- | -------- | ---- |
| 1                   | 1   | マックス・フェルスタッペン | レッドブル-RBPT                         | 1:19.295 | 1:18.793 | 1:27.999 | 1    |
| 2                   | 16  | シャルル・ルクレール       | フェラーリ                              | 1:18.796 | 1:19.584 | 1:28.778 | 2    |
| 3                   | 4   | ランド・ノリス             | マクラーレン-メルセデス                 | 1:20.168 | 1:19.294 | 1:29.131 | 3    |
| 4                   | 20  | ケビン・マグヌッセン       | ハース-フェラーリ                       | 1:20.147 | 1:19.902 | 1:29.164 | 4    |
| 5                   | 14  | フェルナンド・アロンソ     | アルピーヌ-ルノー                       | 1:20.198 | 1:19.595 | 1:29.202 | 5    |
| 6                   | 3   | ダニエル・リカルド         | マクラーレン-メルセデス                 | 1:19.980 | 1:20.031 | 1:29.742 | 6    |
| 7                   | 11  | セルジオ・ペレス           | レッドブル-RBPT                         | 1:19.773 | 1:19.296 | 1:29.808 | 7    |
| 8                   | 77  | バルテリ・ボッタス         | アルファロメオ-フェラーリ               | 1:20.419 | 1:20.192 | 1:30.439 | 8    |
| 9                   | 5   | セバスチャン・ベッテル     | アストンマーティン・アラムコ-メルセデス | 1:20.364 | 1:19.957 | 1:31.062 | 9    |
| 10                  | 55  | カルロス・サインツ         | フェラーリ                              | 1:19.305 | 1:18.990 |          | 10   |
| 11                  | 63  | ジョージ・ラッセル         | メルセデス                              | 1:20.383 | 1:20.757 |          | 11   |
| 12                  | 47  | ミック・シューマッハ       | ハース-フェラーリ                       | 1:20.422 | 1:20.916 |          | 12   |
| 13                  | 44  | ルイス・ハミルトン         | メルセデス                              | 1:20.470 | 1:21.138 |          | 13   |
| 14                  | 24  | 周冠宇                     | アルファロメオ-フェラーリ               | 1:19.730 | 1:21.434 |          | 14   |
| 15                  | 18  | ランス・ストロール         | アストンマーティン・アラムコ-メルセデス | 1:20.342 | 1:28.119 |          | 15   |
| 16                  | 22  | 角田裕毅                   | アルファタウリ-RBPT                     | 1:20.474 |          |          | 16   |
| 17                  | 10  | ピエール・ガスリー         | アルファタウリ-RBPT                     | 1:20.732 |          |          | 17   |
| 18                  | 6   | ニコラス・ラティフィ       | ウィリアムズ-メルセデス                 | 1:21.971 |          |          | 18   |
| 19                  | 31  | エステバン・オコン         | アルピーヌ-ルノー                       | 1:22.338 |          |          | 19   |
| NC                  | 23  | アレクサンダー・アルボン   | ウィリアムズ-メルセデス                 | No Time  |          |          | 201  |
| 107% time: 1:24.311 |     |                            |                                         |          |          |          |      |
| ソース:             |     |                            |                                         |          |          |          |      |

追記
- ^1 – アルボンは予選でタイムを記録していないが、スチュワードの裁定によりスプリントへの出場が認められた。

## スプリント
2022年4月23日 16:30 CEST(UTC+2)（文章の出典）
優勝はマックス・フェルスタッペン。2番手にシャルル・ルクレール、3番手にセルジオ・ペレスが続いた。
スタートの蹴り出しが良かったルクレールは、フェルスタッペンをパスしトップに立った。ターン9でピエール・ガスリーと周冠宇が接触、周はバリアに衝突しリタイア。直後にセーフティカーが導入され5周目に再開された。ルクレールは終始トップを走り続けたが、右フロントのグレイニングに苦戦、残り2周でフェルスタッペンに逆転を許した。予選では奮わなかったペレスは4ポジションアップ、クラッシュで終えたサインツは6ポジションアップでそれぞれ3,4番手となり、セカンドローまでをレッドブルとフェラーリが占めた。

### スプリント結果
| 順位    | No. | ドライバー                 | コンストラクター                        | 周回数 | タイム/リタイア原因 | Grid | Pts. |
| ------- | --- | -------------------------- | --------------------------------------- | ------ | ------------------- | ---- | ---- |
| 1       | 1   | マックス・フェルスタッペン | レッドブル-RBPT                         | 21     | 30:39.567           | 1    | 8    |
| 2       | 16  | シャルル・ルクレール       | フェラーリ                              | 21     | +2.975              | 2    | 7    |
| 3       | 11  | セルジオ・ペレス           | レッドブル-RBPT                         | 21     | +4.721              | 3    | 6    |
| 4       | 55  | カルロス・サインツ         | フェラーリ                              | 21     | +17.578             | 4    | 5    |
| 5       | 4   | ランド・ノリス             | マクラーレン-メルセデス                 | 21     | +24.561             | 5    | 4    |
| 6       | 3   | ダニエル・リカルド         | マクラーレン-メルセデス                 | 21     | +27.740             | 6    | 3    |
| 7       | 77  | バルテリ・ボッタス         | アルファロメオ-フェラーリ               | 21     | +28.133             | 7    | 2    |
| 8       | 20  | ケビン・マグヌッセン       | ハース-フェラーリ                       | 21     | +30.712             | 8    | 1    |
| 9       | 14  | フェルナンド・アロンソ     | アルピーヌ-ルノー                       | 21     | +32.278             | 9    |      |
| 10      | 47  | ミック・シューマッハ       | ハース-フェラーリ                       | 21     | +33.773             | 10   |      |
| 11      | 63  | ジョージ・ラッセル         | メルセデス                              | 21     | +36.284             | 11   |      |
| 12      | 22  | 角田裕毅                   | アルファタウリ-RBPT                     | 21     | +38.298             | 12   |      |
| 13      | 5   | セバスチャン・ベッテル     | アストンマーティン・アラムコ-メルセデス | 21     | +40.177             | 13   |      |
| 14      | 44  | ルイス・ハミルトン         | メルセデス                              | 21     | +41.459             | 14   |      |
| 15      | 18  | ランス・ストロール         | アストンマーティン・アラムコ-メルセデス | 21     | +42.910             | 15   |      |
| 16      | 31  | エステバン・オコン         | アルピーヌ-ルノー                       | 21     | +43.517             | 16   |      |
| 17      | 10  | ピエール・ガスリー         | アルファタウリ-RBPT                     | 21     | +43.794             | 17   |      |
| 18      | 23  | アレクサンダー・アルボン   | ウィリアムズ-メルセデス                 | 21     | +48.871             | 18   |      |
| 19      | 6   | ニコラス・ラティフィ       | ウィリアムズ-メルセデス                 | 21     | +52.017             | 19   |      |
| Ret     | 24  | 周冠宇                     | アルファロメオ-フェラーリ               | 0      | DNF                 | PL1  |      |
| ソース: |     |                            |                                         |        |                     |      |      |

追記
- ^1 – 周はパルクフェルメ下のマシンに変更を加えたため、ピットレーンからのスタート[13]。

## 決勝
2022年4月24日 15:00 CEST(UTC+2)（文章の出典）
優勝はマックス・フェルスタッペン。2位にセルジオ・ペレス、3位にランド・ノリスとなった。
各車インターミディエイトでのスタート。偶数列に並んだフェラーリ勢の蹴り出しは悪く、レッドブル勢やマクラーレン勢に先行を許した。ターン2で挙動を乱したリカルドは、アウト側のサインツと接触し共にコースアウト。サインツはグラベルから出ることが出来ず、前戦に引き続きリタイア。セーフティカー導入後、5周目にレースは再開。予想された雨が降ることはなくレーシングラインが乾き始め、20周目前後から各車ミディアムタイヤへ履き替えた。そのタイヤで走りきるためにタイヤマネジメントをする必要があり、膠着したレース展開となった。3位を走行していたルクレールは、50周目にソフトタイヤへと履き替えて2位のペレスを追ったが、残り10周のターン14の縁石で乗り上げてスピンしバリアに接触。フロントウイングを破損し、3度目のピットインで9位まで後退。その後、ポジションを上げたものの6位でレースを終えた。一方のレッドブル勢は2016年マレーシアGP以来6年ぶりに1-2フィニッシュを飾った。また、フェルスタッペンは現行のポイントシステムで最大の34ポイントを獲得したうえ、全周リードラップとファステストラップを記録し、自身2度目のグランドスラムを達成した。

### レース結果
| 順位    | No. | ドライバー                 | コンストラクター                        | 周回数 | タイム/リタイア原因 | Grid | Pts. |
| ------- | --- | -------------------------- | --------------------------------------- | ------ | ------------------- | ---- | ---- |
| 1       | 1   | マックス・フェルスタッペン | レッドブル-RBPT                         | 63     | 1:32:07.986         | 1    | 26FL |
| 2       | 11  | セルジオ・ペレス           | レッドブル-RBPT                         | 63     | +16.527             | 3    | 18   |
| 3       | 4   | ランド・ノリス             | マクラーレン-メルセデス                 | 63     | +34.834             | 5    | 15   |
| 4       | 63  | ジョージ・ラッセル         | メルセデス                              | 63     | +42.506             | 11   | 12   |
| 5       | 77  | バルテリ・ボッタス         | アルファロメオ-フェラーリ               | 63     | +43.181             | 7    | 10   |
| 6       | 16  | シャルル・ルクレール       | フェラーリ                              | 63     | +56.072             | 2    | 8    |
| 7       | 22  | 角田裕毅                   | アルファタウリ-RBPT                     | 63     | +61.110             | 12   | 6    |
| 8       | 5   | セバスチャン・ベッテル     | アストンマーティン・アラムコ-メルセデス | 63     | +70.892             | 13   | 4    |
| 9       | 20  | ケビン・マグヌッセン       | ハース-フェラーリ                       | 63     | +75.260             | 8    | 2    |
| 10      | 18  | ランス・ストロール         | アストンマーティン・アラムコ-メルセデス | 62     | +1 Lap              | 15   | 1    |
| 11      | 23  | アレクサンダー・アルボン   | ウィリアムズ-メルセデス                 | 62     | +1 Lap              | 18   |      |
| 12      | 10  | ピエール・ガスリー         | アルファタウリ-RBPT                     | 62     | +1 Lap              | 17   |      |
| 13      | 44  | ルイス・ハミルトン         | メルセデス                              | 62     | +1 Lap              | 14   |      |
| 14      | 31  | エステバン・オコン         | アルピーヌ-ルノー                       | 62     | +1 Lap1             | 16   |      |
| 15      | 24  | 周冠宇                     | アルファロメオ-フェラーリ               | 62     | +1 Lap              | PL   |      |
| 16      | 6   | ニコラス・ラティフィ       | ウィリアムズ-メルセデス                 | 62     | +1 Lap              | 19   |      |
| 17      | 47  | ミック・シューマッハ       | ハース-フェラーリ                       | 62     | +1 Lap              | 10   |      |
| 18      | 3   | ダニエル・リカルド         | マクラーレン-メルセデス                 | 62     | +1 Lap              | 6    |      |
| Ret     | 14  | フェルナンド・アロンソ     | アルピーヌ-ルノー                       | 6      | DNF                 | 9    |      |
| Ret     | 55  | カルロス・サインツ         | フェラーリ                              | 0      | DNF                 | 4    |      |
| ソース: |     |                            |                                         |        |                     |      |      |

追記
- ^FL - ファステストラップの1点を含む
- ^1 - オコンはピットでのアンセーフリリースにより5秒のタイムペナルティ[17]。

#### 達成された主な記録
- グランドスラム：マックス・フェルスタッペン（2度目）

## 第4戦終了時点のランキング

### ワールド・チャンピオンシップ
|         | 順位 | ドライバー                 | ポイント | 1位との差 |
| ------- | ---- | -------------------------- | -------- | --------- |
|         | 1    | シャルル・ルクレール       | 86       |           |
| 4       | 2    | マックス・フェルスタッペン | 59       | -27       |
| 1       | 3    | セルジオ・ペレス           | 54       | -32       |
| 2       | 4    | ジョージ・ラッセル         | 49       | -37       |
| 2       | 5    | カルロス・サインツ         | 38       | -48       |
| ソース: |      |                            |          |           |

|         | 順位 | コンストラクター          | ポイント | 1位との差 |
| ------- | ---- | ------------------------- | -------- | --------- |
|         | 1    | フェラーリ                | 124      |           |
| 1       | 2    | レッドブル-RBPT           | 113      | -11       |
| 1       | 3    | メルセデス                | 77       | -47       |
|         | 4    | マクラーレン-メルセデス   | 46       | -78       |
| 1       | 5    | アルファロメオ-フェラーリ | 25       | -99       |
| ソース: |      |                           |          |           |

- 注：いずれもトップ5まで掲載。

### DHLファステストラップアワード
|         | 順位 | ドライバー                 | 獲得数 |
| ------- | ---- | -------------------------- | ------ |
|         | 1    | シャルル・ルクレール       | 3      |
|         | 2    | マックス・フェルスタッペン | 1      |
| ソース: |      |                            |        |

- 注：いずれもトップ5まで掲載。
- 注：ファストテストラップアワードは同数の場合、カウントバック方式がとられている。